# Mitsubishi Type 73
Mitsubishi Type 73 — компактний армійський позашляховик японської компанії Mitsubishi Motors, що випускається з 1973 року для сил самооборони Японії. Інша назва — «1/2 Ton Truck». Спочатку був армійським варіантом Mitsubishi Jeep. З 1996 року випускається в другому поколінні Type 73, створеному на базі Mitsubishi Pajero другого покоління.

## Перше покоління (з 1973 по 1997 рік)
Перше покоління «Type 73» було армійської модифікацією Mitsubishi Jeep, подальшим розвитком ліцензійної копії Jeep CJ-3B. Модель також експортувалася в Філіппіни і В'єтнам, крім того в Нову Зеландію для цивільного використання. На всіх автомобілях використовувався дизельний 4-циліндровий двигун рідинного охолодження з механічною 4-ступінчастою коробкою передач. Роздавальна коробка 2-ступінчаста. У 1996 році з'явився наступник - «Type 73» другого покоління, але виробництво зберігалося до 1997 року.

## Друге покоління (з 1996)

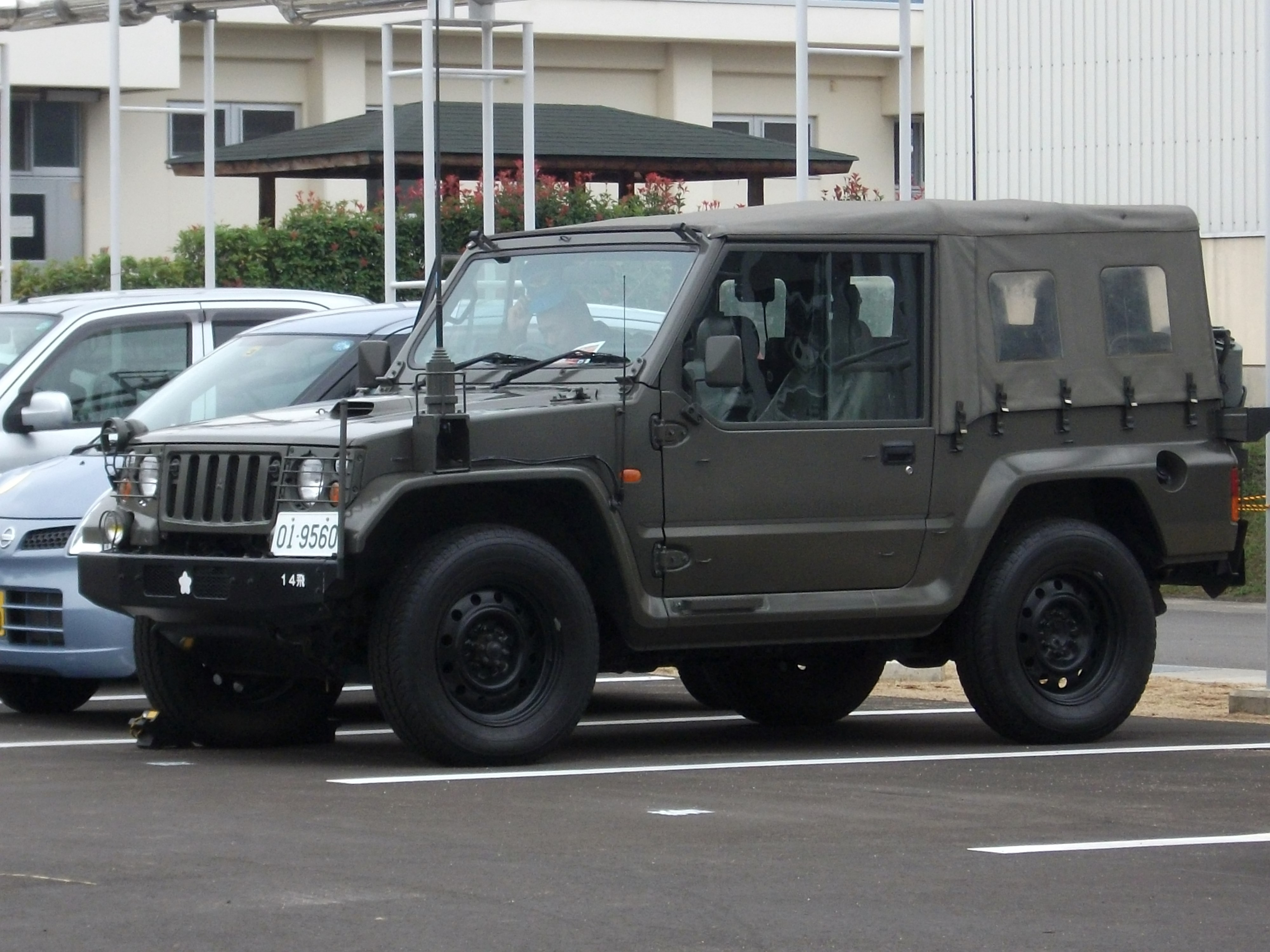
Mitsubishi Type 73 ІІ

«Mitsubishi Type 73» другого покоління випускається з 1996 року. Як і його попередник, він може бути оснащений різними важкими кулеметами і протитанковими гранатометами. Основою шасі став короткобазний Mitsubishi Pajero другого покоління, навіть заводські індекси перегукуються з індексами цивільних моделей. першою вийшла версія з індексом V16B (відповідно до внутрішньої кодуванні це розшифровується так: Pajero (V), з ресорної підвіскою (1), і двигуном 4M40 (6)). Автомобіль оснащувався 4-ступінчастою автоматичною коробкою передач V4A51 (з 2004 року - V4A5A) і двоступеневої роздавальної коробкою Super Select 4WD. На відміну від "цивільного" Pajero, для Міністерства оборони застосовується електрообладнання з напругою 24В, шини Yokohama розміром 215/85-18 на сталевих дисках. Вантажопідйомність версії V16B становила 440 кг, споряджена маса - 1940 кг. Пізніше модель піддалася модернізації (індекс V17B), зовні модель стала відрізнятися відсутністю повітрозабірника на капоті для охолодження інтеркулера.
Для використання у війні в Іраку була спеціально розроблена версія з куленепробивним склом незважаючи на те, що таке оснащення не може бути використане на будь-якому типі бойових автомобілів через обмеження статті 9 Конституції Японії.

## В Україні
В 2025 уряд Японії почав передавати такі позашляховики Збройним Силам України зі складу Сухопутних сил Самооборони Японії як допомогу у відбитті російської агресії. Станом на 10 квітня передано 6 одиниць, всього планується передати 30 автомобілів. 